# Myotis nesopolus
Myotis nesopolus (Miller, 1900) è un pipistrello della famiglia dei Vespertilionidi diffuso nell'America meridionale.

## Descrizione

### Dimensioni
Pipistrello di piccole dimensioni, con la lunghezza della testa e del corpo di 41,8 mm, la lunghezza dell'avambraccio di 31,6 mm, la lunghezza della coda di 36 mm, la lunghezza del piede di 6 mm e la lunghezza delle orecchie di 11 mm.

### Aspetto
Le parti dorsali sono marroni scure, con la base dei peli leggermente più scura, mentre le parti ventrali sono giallo-brunastre. Le orecchie sono lunghe, strette, ben separate tra loro e con la punta arrotondata. Le ali sono attaccate posteriormente alla base delle dita dei piedi, i quali sono piccoli. La coda è lunga ed è inclusa completamente nell'ampio uropatagio. La sottospecie M.n.larensis è più chiara.

## Biologia

### Comportamento
Si rifugia nelle cavità degli alberi.

### Alimentazione
Si nutre di insetti volanti, come mosche e falene, che cattura in spazi aperti e tra i cactus colonnari.

## Distribuzione e habitat
Questa specie è diffusa sulle isole di Curaçao e Bonaire, Venezuela nord-occidentale e Colombia nord-orientale. Probabilmente è presente anche su Aruba.
Vive in ambienti aperti ed aridi di pianura.

## Tassonomia
Sono state riconosciute 2 sottospecie:
- M.n.nesopolus: Curaçao, Bonaire e probabilmente Aruba;
- M.n.larensis (LaVal, 1973): Colombia nord-orientale e Venezuela nord-occidentale.

## Conservazione
La IUCN Red List, nonostante l'areale limitato ma relativamente abbondante, classifica M.nesopolus come specie a rischio minimo (Least Concern)).